# Komet Harrington-Abell
Komet Harrington-Abell  (uradna oznaka je 52P/Harrington-Abell) je periodični komet z obhodno dobo približno 7,5 let. Komet pripada Jupitrovi družini kometov.

## Odkritje
Komet sta odkrila 22. marca 1955 ameriška astronoma Robert George Harrington in George Ogden Abell (1927–1983). 

## Značilnosti
Premer jedra kometa je 2,6 km.